# Futbol'nyj Klub Achmat 2019-2020
Questa voce raccoglie le informazioni riguardanti il Futbol'nyj Klub Achmat nelle competizioni ufficiali della stagione 2019-2020.

## Stagione
In Prem'er-Liga si piazzò al 13º posto, a pari punti con Tambov e Kryl'ja Sovetov Samara, quest'ultima retrocessa causa della classifica avulsa; la squadra evitò gli spareggi retrocessione perché gli stessi furono annullati a causa della Pandemia di COVID-19, che protrasse la stagione fino ad estate inoltrata.

## Maglie
| Manica sinistra · Manica sinistra · Maglietta · Maglietta · Manica destra · Manica destra · Pantaloncini · Pantaloncini · Calzettoni · Calzettoni | Manica sinistra · Manica sinistra · Maglietta · Maglietta · Manica destra · Manica destra · Pantaloncini · Pantaloncini · Calzettoni · Calzettoni |

## Rosa
| N. |                      | Ruolo | Calciatore               |
| -- | -------------------- | ----- | ------------------------ |
| 3  | Russia (bandiera)    | D     | Maksim Nenachov          |
| 4  | Venezuela (bandiera) | D     | Wilker Ángel             |
| 5  | Russia (bandiera)    | D     | Magomed Musalov          |
| 7  | Russia (bandiera)    | C     | Magomed Mitrišev         |
| 8  | Serbia (bandiera)    | D     | Miroslav Bogosavac       |
| 10 | Russia (bandiera)    | C     | Chalid Kadyrov           |
| 11 | Brasile (bandiera)   | C     | Ismael Silva             |
| 13 | Russia (bandiera)    | C     | Roland Gigolaev          |
| 14 | Brasile (bandiera)   | C     | Ravanelli                |
| 15 | Russia (bandiera)    | D     | Andrej Sergeevič Semënov |
| 16 | Russia (bandiera)    | P     | Evgenij Gorodov          |
| 17 | Senegal (bandiera)   | A     | Ablaye Mbengue           |
| 18 | Venezuela (bandiera) | A     | Andrés Ponce             |
| 19 | Russia (bandiera)    | C     | Oleg Ivanov              |

| N. |                    | Ruolo | Calciatore              |
| -- | ------------------ | ----- | ----------------------- |
| 20 | Croazia (bandiera) | D     | Zoran Nižić             |
| 21 | Albania (bandiera) | C     | Odise Roshi             |
| 22 | Russia (bandiera)  | C     | Leči Sadulaev           |
| 23 | Russia (bandiera)  | C     | Anton Švec              |
| 27 | Brasile (bandiera) | A     | Felipe Vizeu            |
| 29 | Russia (bandiera)  | A     | Vladimir Il'in          |
| 33 | Russia (bandiera)  | P     | Vitalij Gudiev          |
| 40 | Russia (bandiera)  | D     | Rizvan Uciev (capitano) |
| 42 | Russia (bandiera)  | P     | Aleksandr Melichov      |
| 59 | Russia (bandiera)  | C     | Evgenij Charin          |
| 77 | Kosovo (bandiera)  | C     | Bernard Berisha         |
| 88 | Russia (bandiera)  | C     | Denis Glušakov          |
| 90 | Russia (bandiera)  | A     | Islam Al'sultanov       |
| 95 | Russia (bandiera)  | A     | Abubakar Kadyrov        |

## Risultati

### Prem'er-Liga
| Groznyj 14 luglio 2019 1ª giornata | Achmat Groznyj | 1 – 0 referto | Krasnodar | Stadion imeni Achmat-Chadži Kadyrova |

| Ekaterinburg 21 luglio 2019 2ª giornata | Ural | 3 – 0 referto | Achmat Groznyj | Stadio Centrale |

| Kazan' 29 luglio 2019 3ª giornata | Rubin | 1 – 0 referto | Achmat Groznyj | Stadio Centrale |

| Groznyj 5 agosto 2019 4ª giornata | Achmat Groznyj | 2 – 1 referto | Orenburg | Stadion imeni Achmat-Chadži Kadyrova |

| Groznyj 11 agosto 2019 5ª giornata | Achmat Groznyj | 1 – 3 referto | Spartak Mosca | Stadion imeni Achmat-Chadži Kadyrova |

| San Pietroburgo 17 agosto 2019 6ª giornata | Zenit San Pietroburgo | 0 – 0 referto | Achmat Groznyj | Stadio San Pietroburgo |

| Mosca 25 agosto 2019 7ª giornata | CSKA Mosca | 3 – 0 referto | Achmat Groznyj | Arena CSKA |

| Groznyj 31 agosto 2019 8ª giornata | Achmat Groznyj | 1 – 1 referto | Tambov | Stadion imeni Achmat-Chadži Kadyrova |

| Rostov sul Don 16 settembre 2019 9ª giornata | Rostov | 2 – 1 referto | Achmat Groznyj | Rostov Arena |

| Groznyj 21 settembre 2019 10ª giornata | Achmat Groznyj | 1 – 1 referto | Kryl'ja Sovetov Samara | Stadion imeni Achmat-Chadži Kadyrova |

| Soči 30 settembre 2019 11ª giornata | Soči | 2 – 0 referto | Achmat Groznyj | Stadio olimpico Fišt |

| Ufa 5 ottobre 2019 12ª giornata | Ufa | 0 – 1 referto | Achmat Groznyj | Stadio Neftjanik |

| Groznyj 18 ottobre 2019 13ª giornata | Achmat Groznyj | 0 – 2 referto | Lokomotiv Mosca | Stadion imeni Achmat-Chadži Kadyrova |

| Groznyj 26 ottobre 2019 14ª giornata | Achmat Groznyj | 1 – 1 referto | Arsenal Tula | Stadion imeni Achmat-Chadži Kadyrova |

| Mosca 2 novembre 2019 15ª giornata | Dinamo Mosca | 1 – 1 referto | Achmat Groznyj | Otkrytie Arena |

| Groznyj 8 novembre 2019 16ª giornata | Achmat Groznyj | 0 – 0 referto | Ural | Stadion imeni Achmat-Chadži Kadyrova |

| Orenburg 23 novembre 2019 17ª giornata | Orenburg | 1 – 2 referto | Achmat Groznyj | Stadio Gazovik |

| Groznyj 30 novembre 2019 18ª giornata | Achmat Groznyj | 1 – 1 referto | Rubin | Stadion imeni Achmat-Chadži Kadyrova |

| Groznyj 7 dicembre 2019 19ª giornata | Achmat Groznyj | 0 – 1 referto | Ufa | Stadion imeni Achmat-Chadži Kadyrova |

| Groznyj 29 febbraio 2020 20ª giornata | Achmat Groznyj | 1 – 1 referto | Rostov | Stadion imeni Achmat-Chadži Kadyrova |

| Mosca 8 marzo 2020 21ª giornata | Lokomotiv Mosca | 1 – 0 referto | Achmat Groznyj | RŽD Arena |

| Groznyj 13 marzo 2020 22ª giornata | Achmat Groznyj | 2 – 3 referto | Dinamo Mosca | Stadion imeni Achmat-Chadži Kadyrova |

| Samara 19 giugno 2020 23ª giornata | Kryl'ja Sovetov Samara | 2 – 4 referto | Achmat Groznyj | Samara Arena |

| Groznyj 26 giugno 2020 24ª giornata | Achmat Groznyj | 1 – 1 referto | Soči | Stadion imeni Achmat-Chadži Kadyrova |

| Tula 1º luglio 2020 25ª giornata | Arsenal Tula | 1 – 3 referto | Achmat Groznyj | Stadio Arsenal |

| Groznyj 4 luglio 2020 26ª giornata | Achmat Groznyj | 0 – 4 referto | CSKA Mosca | Stadion imeni Achmat-Chadži Kadyrova |

| Nižnij Novgorod 7 luglio 2020 27ª giornata | Tambov | 1 – 2 referto | Achmat Groznyj | Stadio Nižnij Novgorod |

| Groznyj 11 luglio 2020 28ª giornata | Achmat Groznyj | 1 – 1 referto | Zenit San Pietroburgo | Stadion imeni Achmat-Chadži Kadyrova |

| Mosca 15 luglio 2020 29ª giornata | Spartak Mosca | 3 – 0 referto | Achmat Groznyj | Otkrytie Arena |

| Krasnodar 22 luglio 2020 30ª giornata | Krasnodar | 4 – 0 referto | Achmat Groznyj | Stadio FK Krasnodar |

### Coppa di Russia
| Chabarovsk 25 settembre 2019 Sedicesimi di finale | SKA-Chabarovsk       | 2 – 2 (d.t.s.) referto | Achmat Groznyj | Stadio Lenin |
| \| \| \| \| \| \| Tiri di rigore 2 – 4 \| \|      |                      |                        |                |              |
|                                                   |                      |                        |                |              |
|                                                   | Tiri di rigore 2 – 4 |                        |                |              |

| Groznyj 30 ottobre 2019 Ottavi di finale | Achmat Groznyj | 5 – 1 referto | Luč Vladivostok | Achmat Arena |

| Groznyj 4 marzo 2020 Quarti di finale | Achmat Groznyj | 1 – 2 referto | Zenit San Pietroburgo | Achmat Arena |